# Alfabet ugarycki
Alfabet ugarycki – alfabet klinowy używany od około roku 1500 p.n.e. do zapisywania języka ugaryckiego, wymarłego języka z grupy języków kananejskich. Nazwa języka pochodzi od miasta Ugarit w Syrii, w którym alfabet został odkryty. Alfabet zawiera 30 odrębnych liter. Inne języki (głównie hurycki) były także okazyjnie zapisywane w tym alfabecie w okolicach i na terenie miasta Ugarit, choć nie wszędzie.
Tabliczki gliniane zapisywane w mieście Ugarit są najwcześniejszym przykładem północnosemickich i południowosemickich porządków alfabetycznych, od których z kolei pochodzą alfabetyczne porządki używane w językach hebrajskim, greckim i łacińskim z jednej strony, a języku gyyz z drugiej strony. Pismo ugaryckie było zapisywane z lewej do prawej.

## Pochodzenie
Uczeni na próżno szukali klinowych prototypów liter ugaryckich, jako że jego początki są okryte tajemnicą. Jednakże istnieją pośrednie poszlaki na powstanie alfabetu ugaryckiego od zera w drodze bardzo luźnej inspiracji przez wcześniejsze pisma klinowe, takie jak akadyjskie czy perskie.

## Litery

Alfabet ugarycki

| 𐎀 | ʾa               | ʔa               |
| 𐎁 | b                | b                |
| 𐎂 | g                | g                |
| 𐎃 | ẖ                | x                |
| 𐎄 | d                | d                |
| 𐎅 | h                | h                |
| 𐎆 | w                | w                |
| 𐎇 | z                | z                |
| 𐎈 | ḥ                | ħ                |
| 𐎉 | ṭ                | ṭ                |
| 𐎊 | j                | j                |
| 𐎋 | k                | k                |
| 𐎌 | š                | ʃ                |
| 𐎍 | l                | l                |
| 𐎎 | m                | m                |
| 𐎟 | ḏ                | ð                |
| 𐎐 | n                | n                |
| 𐎑 | ẓ                | ẓ                |
| 𐎒 | s                | s                |
| 𐎓 | ʿ                | ʕ                |
| 𐎔 | p                | p                |
| 𐎕 | ṣ                | ṣ                |
| 𐎖 | q                | q                |
| 𐎗 | r                | r                |
| 𐎘 | ṯ                | θ                |
| 𐎙 | ġ                | ɣ                |
| 𐎚 | t                | t                |
| 𐎛 | ʾi               | ʔi               |
| 𐎜 | ʾu               | ʔu               |
| 𐎝 | s2 / ś           | ?                |
| 𐎟 | rozdzielacz słów | rozdzielacz słów |

## Abecedariusze
Odkryte spisy liter ugaryckich zawierają zarówno porządek północno- (pochodne porządki to: hebrajski, fenicki, grecki, łaciński), jak i południowosemicki (pochodne porządki to południowoarabski i etiopski). Litery są podane w transkrypcji łacińskiej i hebrajskiej. W przypadku braku odpowiadającej litery hebrajskiej występuje puste miejsce.
Porządek północnosemicki
| ’a | b | g | x  | d | h | w | z | ħ | ṭ | j | k | š | š' | l | m | ð  | n | ẓ  | s | c | p | ṣ | q | r | θ | γ  | t | ’i | ’u | ś |
| א  | ב | ג | ח׳ | ד | ה | ו | ז | ח | ט | י | כ |   |    | ל | מ | ד׳ | נ | ט׳ | ס | ע | פ | צ | ק | ר | ש | ע׳ | ת | שׂ  |    |   |

Porządek południowosemicki
| h | l | ħ | m | q | w | š | r | t | s | k | n | x  | b | ś | p | ’ | c | ẓ  | g | d | γ  | ṭ | z | ð  | j | θ | ṣ |
| ה | ל | ח | מ | ק | ו |   | ר | ת | ס | כ | נ | ח׳ | ב | שׂ | פ | א | ע | ט׳ | ג | ד | ע׳ | ט | ז | ד׳ | י | ש | צ |